# Anadoluda Vakit

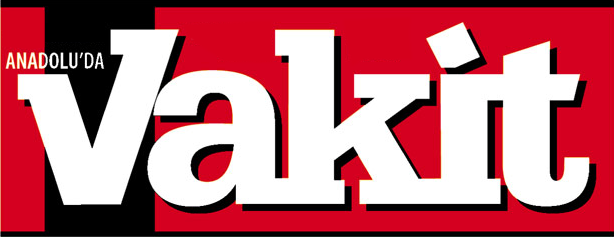

## Établissement
Le journal Anadolu'da Vakit a été fondé le 5 décembre 2001. C'était un quotidien politique islamiste et conservateur. C'est la continuation du journal Akit, qui a commencé sa vie de publication sous le nom "Beklenen Vakit" le 12 septembre 1993. Le journal Akit a décidé de fermer ses portes lorsqu'il n'a pas pu payer les décisions d'indemnisation prises à son encontre.

## Poste
Le journal a interprété les événements en Turquie et dans le monde dans un cadre religieux. Il a également déclaré qu'il était le porte-parole et l'avocat des conservateurs. Pour cette raison, il a utilisé un langage plus dur que d'autres journaux diffusant dans des lignes conservatrices. Laïcité, révolutions républicaines, armée, etc. Il a été condamné à plusieurs reprises à des dédommagements par le tribunal pour ses publications opposantes et offensantes à son sujet,,. Le journal Anadoludada Vakit a été fermé le 10 octobre 2010 pour des raisons similaires et a continué son chemin sous le nom de "Yeni Akit" .
Parmi les chroniqueurs du journal figuraient des personnalités telles que le rédacteur en chef Hasan Karakaya, Abdurrahman Dilipak, Abdurahim Karakoç, Ali İhsan Karahasanoğlu, Adnan Oktar, Mustafa Islamoğlu, Hüseyin Üzmez, Merve Kavakçı, Serdar Arseven, Sibel Eraslan et Yavuz Bahadıroğlu.